# Syvøerne
Syvøerne (Norsk: Sjuøyane) er en øgruppe beliggende nord for Nordaustlandet, og er den nordligste del af arkipelaget Svalbard. Øerne er ligger i Ishavet.
Sjuøyane består af tre større og fire mindre øer. De tre største er Phippsøya, Martensøya og Parryøya. De fire mindste er Nelsonøya, Waldenøya, Tavleøya og Rossøya. På Rossøya ligger Norges nordligste punkt.
Øgruppen er en del af Nordaust-Svalbard naturreservat.